# Kabatiella lini
Kabatiella lini är en svampart som först beskrevs av Laff., och fick sitt nu gällande namn av Karak. 1957. Kabatiella lini ingår i släktet Kabatiella och familjen Dothioraceae.   Inga underarter finns listade i Catalogue of Life.